# Aquila non captat muscas
Aquila non captat muscas. (Erasmus, Adagia 3,2,65). Deze Latijnse uitdrukking betekent: de adelaar vangt geen vliegen. 
In figuurlijke zin geeft ze aan dat degenen aan de top en de machtigen der aarde zich niet bezighouden met kleine doelen of onbelangrijke mensen. 

## Gerelateerde items
- De minimis non curat praetor
- Ubi maior minor cessat
- Latijnse uitdrukkingen